# Paul Féval
Paul Henri Corentin Féval (ur. 29 września 1816 w Rennes, zm. 8 marca 1887 w Paryżu) – francuski powieściopisarz i dramaturg. Ojciec pisarza Paula Auguste’a Jeana Nicolasa Févala (1860-1933).

## Życiorys
Urodził się w 1816 w Rennes w Bretanii, w budynku Hôtel de Blossac. Ukończył studia prawnicze, jednak nie znalazł pracy w zawodzie. Wyjechał do Paryża, gdzie imał się różnych zajęć. W 1841 opublikował na łamach magazynu literackiego „Revue de Paris” swoje pierwsze opowiadanie Klub fok (Le Club des phoques). Utwór ten okazał się sukcesem wśród czytelników i sprawił, że Féval zaczął otrzymywać zamówienia z wielu pism stołecznych. Stał się sławnym pisarzem, jego kolejne dzieła bowiem cieszyły się niezmienną popularnością.
Jest najbardziej znany jako autor powieści przygodowych z gatunku płaszcza i szpady takich jak Biały wilk (Le Loup blanc) (1843), oraz najbardziej znanej – Kawaler de Lagardère (Le Bossu) (1857). Stworzył też cykl powieści o wampirach: Le Chevalier Tenebre (1860), La Vampire (1865) i La Ville Vampire (1874).
Był jednym z ojców współczesnej powieści kryminalnej. Stworzył cykl Les Habits noirs (1863-1875), sagę kryminalną składającą się z jedenastu powieści.
W 1875 po utracie niemal całego majątku za sprawą skandalu finansowego powiązanego z Imperium Osmańskim, stał się odrodzonym w wierze katolikiem. Odtąd zaczął pisywać głównie powieści religijne. W 1882 ponownie popadł w ruinę, będąc ofiarą malwersacji finansowych. Sparaliżowany i niemogący dalej pisać, zmarł w 1887 w paryskim przytułku zakonu bonifratrów.

## Twórczość

### Wybrane przekłady polskie
- Tajemnice Londynu (Les Mystères de Londres, 1843), S. H. Merzbach, 1847, tłum. Seweryn Porajski
- Kawaler de Lagardère (Le Bossu, 1857), Iskry, 1963, tłum. Halina Popławska lub Garbus, Hachette Polska, 2009
- Towarzysze milczenia (Les Compagnons du silence, 1857), Hachette Polska, 2009
- Synowie markizy de Belcamp (Jean Diable, 1862), Iskry, 1967, tłum. Halina Popławska

## Pamięć
W 1984 Towarzystwo Literatów Francuskich, pragnąc upamiętnić swojego prezesa z 1867, ustanowiło Wielką Nagrodę Paula Févala (Grand prix Paul-Féval de littérature populaire) przyznawaną corocznie w dziedzinie literatury popularnej. Inicjatorką utworzenia nagrody była prawnuczka pisarza – Suzanne Lacaille.